# Fakulteta za management v Kopru
Fakulteta za management (kratica UP FM), s sedežem v Kopru, je fakulteta, ki je članica Univerze na Primorskem.

## Razvoj in dejavnost fakultete
Fakulteta za management, članica Univerze na Primorskem, je bila ustanovljena leta 1995 kot Visoka šola za management v Kopru. Fakulteta izobražuje in raziskuje na področjih družboslovnih in poslovno-upravnih ved s poudarkom na managementu, ki interdisciplinarno povezuje ekonomske, poslovne, pravne, organizacijske in vedenjske vede. Bila je ena izmed ustanovnih članic Univerze na Primorskem leta 2003. 
Doslej je na njej diplomiralo več kot 7.500 študentov, trenutno pa je v izobraževalne programe vključenih približno 600 dodiplomskih in 300 podiplomskih študentov. Izobraževanje poteka na sedežu v Kopru. Redni in izredni študij se od študijskega leta 2018/2019 razpisuje samo v Kopru, pred tem se je izvajal tudi v študijskih središčih v Celju in Škofji Loki. 
Na fakulteti je zaposlenih 61 visokošolskih učiteljev, sodelavcev in raziskovalcev, ki delujejo v 11 katedrah, ter 19 strokovno-administrativnih sodelavcev. Poleg izobraževanja so njene osnovne dejavnosti še raziskovanje in razvoj, svetovanje podjetjem in drugim organizacijam, knjižnična dejavnost ter organizacija konferenc. 
Fakulteta je med prvimi v Sloveniji sledila bolonjskim načelom. V študijskem letu 2005/2006 je začela izvajati t. i. prvo bolonjsko stopnjo, akreditirane pa ima tudi programe druge bolonjske stopnje. Fakulteta izvaja tudi študijski program Management, ki vodi k doktoratu znanosti. V študijskem letu 2021/22 je preselila svoje delovanje v novo zgradbo v centru Kopra, na naslovu Izolska vrata 2, kjer imajo študentje na voljo prostorne in svetle predavalnice, kakor tudi prostor za druženje. Agencija FIBAA (Foundation for international Business Administration Accreditation) je UP Fakulteti za management podaljšala akreditacijo magistrskega programa Management do konca študijskega leta 2026/2027, s čimer zagotavlja tudi mednarodno prepoznavnost diplomantom tega študijskega programa. Sicer ponuja fakulteta tudi magistrske študijske programe Management trajnostnega razvoja, Pravo za management, Ekonomija in finance ter Politologija. 

## Raziskovanje, mednarodna dejavnost, znanstvene konference in založništvo
Inštitut za raziskovanje in svetovanje v managementu združuje vse zaposlene viskošolske učitelje in raziskovalce, ki se ukvarjajo z raziskovalnim delom na fakulteti. Raziskovalna dejavnost je druga temeljna dejavnost Fakultete za management Univerze na Primorskem. Raziskave Inštituta so prepoznavne v slovenskem in mednarodnem prostoru predvsem na področju raziskovanja managementa izobraževanja, sistema visokega šolstva, podjetništva in ekonomije. Raziskovalna dejavnost fakultete predstavlja gonilo sodelovanja z okoljem in vidno spodbuja mednarodno sodelovanje.
Fakulteta izvaja številne aktivnosti, ki se nanašajo na mednarodno sodelovanje. Vzpostavljeni so različni programi študijskih izmenjav, kot so VŽU/Erasmus, CEEPUS, Norveški finančni mehanizem in druge možne izmenjave. Skrbjo tudi za študente in profesorje iz tujine, ki pridejo na izmenjavo na  fakulteto, teh je letno več kot 100. Fakulteta ima podpisane sporazume z več kot 70 partnerskimi visokošolskimi ustanovami iz 24 držav.
FM izdaja  znanstveno revijo Managing Global Transition (ISSN 1581-6311) in strokovno revijo Management (ISSN 1854-4231).

## Vodstvo fakultete
- Dekanja: dr. Tatjana Horvat
- Prodekan za izobraževanje: dr. Borut Kodrič
- Prodekanja za raziskovanje: dr. Ana Grdović Gnip
- Prodekan za kakovost: dr. Armand Faganel

## Organizacija
Katedre UP FM:
- Katedra za ekonomijo, predstojnik katedre: Štefan Bojnec
- Katedra za finance, predstojnica katedre: Suzana Laporšek
- Katedra za management, predstojnik katedre: Mirko Markič
- Katedra za podjetništvo, predstojnik katedre: Mitja Ruzzier
- Katedra za politologijo, sociologijo, komuniciranje, etiko in kulturologijo v managementu: predstojnica katedre: Ana Arzenšek
- Katedra za poslovno informatiko, predstojnica katedre: Viktorija Florjančič
- Katedra za pravo, predstojnik katedre: Elizabeta Zirnstein
- Katedra za računovodstvo in revizijo, predstojnik katedre: Franko Milost
- Katedra za raziskovalno metodologijo v družboslovju, predstojnik katedre: Borut Kodrič
- Katedra za marketing, predstojnik katedre: Armand Faganel
- Katedra za tuje poslovne jezike, predstojnik katedre: Igor Rižnar

## Visokošolska knjižnica Fakultete za management in Pedagoške fakultete v Kopru

#### Zgodovina
Začetek ustanovitve knjižnice, skupaj s šolo, sega v leto 1996, kjer sta bili za knjižnico namenjeni dve pisarni. Sami zaposleni so naredili novi tloris knjižnice.
Leta 2003 se združita knjižnica Pedagoške fakultete in knjižnica Fakultete za management, takrat, ko Pedagoška fakulteta postane del Univerze na Primorskem (do leta 2003 je del Univerze v Ljubljani). Sedež knjižnice je na Cankarjevi 5.
Najprej je bila zaposlena samo ena knjižničarka, katera je bila zadolžena za knjižnico in založbo (prodaja knjig), nato se ji pridruži knjižničar, ki se je zelo dobro znašel v knjižničnem delu, kjer je polovični čas delal na izposoji in polovični čas v založbi. Takrat se knjižnica in založba ločita.

#### Gradivo in ureditev knjižnice
Knjižnici imata skupaj okoli 30.000 izvodov in 90 različnih naslovov serijskih publikacij. Katero gradivo pripada določeni knjižnici, se razlikuje glede na inventarno številko, saj ima vsaka svojo- inventarna številka za gradivo študentov Fakultete za management se začne s številko 0, medtem ko za gradivo študentov Pedagoške fakultete se začne s številko 4.
Gradiva pošiljajo tudi po pošti izrednim študentom ali študentom, kateri so od drugod in zaračunavajo po ceniku Pošte Slovenije, vendar s tem knjižnica nič ne profitira, je le na uslugo uporabnikom.
Med čitalniškimi gradivi imajo diplomske naloge obeh fakultet, vendar diplomske naloge Fakultete za management od leta 2006 že digitalizirajo.
Knjižnica ima na voljo 11 čitalniških mest z računalniki, med tem ko je en računalnik namenjen katalogu.